# Charlotte od Monaka
Charlotte od Monaka, punim imenom Charlotte Louise Juliette Grimaldi (Constantine, Alžir, 30. rujna 1898. – Pariz, Francuska, 15. studenog 1977.), nasljedna kneginja Monaka od 1922. do 1944. i kneginja od Valentinoisa, iz kneževske dinastije Grimaldi. Bila je kći monegaškog kneza Luja II., posljednjeg muškog potomka obiteljske linije Matignon-Grimaldi, koja je vladala Monakom od 1731. godine, kada je izumrla muška loza Grimaldijevih. Majka je kneza Rainiera III.

## Životopis
Rodila se kao nezakonita kći tadašnjeg monegaškog prijestolonasljednika Luja i Marie Juliette Louvet. Budući da Luj nije imao druge djece, a jedino su zakonita djeca mogla naslijediti prijestolje, moralo se naći neko rješenje, kako bi se spriječila nasljedna kriza. Također, zbog napetih odnosa između Francuske i Njemačke, uoči početka Prvog svjetskog rata, željelo se spriječiti da pravo nasljedstva monegaškog prijestolja pripadne njemačkom velikašu, Wilhelmu Karlu, knezu Uracha (1864. – 1928.), čija je majka bila monegaška princeza Florestina od Monaka (1833. – 1897.). Knez Albert I. donio je 15. svibnja 1911. godine zakon kojim je Charlotta priznata kao Lujevo zakonito dijete i uvrštena je među članove dinastije. Usprkos tome, pokazalo se da je zakon nevažeći prema statutu iz 1882. godine pa je donesen zakon koji je dopustio Luju usvojenje. Tako je 1919. godine u Parizu, Luj usvojio Charlottu i omogućio joj nošenje prezimena Grimaldi, a djed joj je dodijelio naslov kneginje od Valentinoisa, koju je tradicionalno nosio knežev prijestolonasljednik.
Nakon djedove smrti, njen otac je preuzeo krunu 1922. godine, a Charlotte je postala prijestolonasljednica Monaka. Dana 18. ožujka 1920. godine, Charlotte se udala za grofa Pierrea de Polignaca, koji je kneževom odlukom uzeo prezime Grimaldi i prezeo titulu nasljednog princa. Par je imao dvoje djece:
- Antoinette od Massyja (1920. – 2011.)
- Rainier III. od Monaka (1923. – 2005.)

Brak nije bio sretan zbog Pierrove homoseksualnosti, zbog čega su se rastavili 20. ožujka 1930. godine, nakon čega je Charolotte otišla živjeti sa svojim liječnikom i ljubavnikom Dalmazzom. Par se naposljetku i službeno razveo 18. veljače 1933. godine, odlukom kneza Luja II.
Charlotte se dan prije sinovog dvadeset i prvog rođendana odrekla svih prava na prijestolje i prenijela ih na njega, poslije čega više nije bila nasljedna kneginja Monaka, ali je zadržala naslov kneginje.